# Azurelster
Die Azurelster (Cyanopica cyanus) ist eine Vogelart aus der Familie der Rabenvögel (Corvidae), die mit drei Unterarten in Ostasien vorkommt.

## Unterarten und ihre Verbreitung
- C. c. cyanus (Pallas, 1776) – nördliche Mongolei (von Uliastai) nach Osten über das südliche Ostsibirien, die Mandschurei und Äußere Mandschurei bis Korea.
- C. c. japonica Parrot, 1905 – Japan (Norden und Zentrum von Honshū, früher auch auf Shikoku und Kyushu).
- C. c. swinhoei E. J. O. Hartert, 1903 – China (nördliches und zentrales Sichuan bis Jiangxi und Zhejiang).[1]

Die Unterarten C. c. stegmanni, C. c. koreensis, C. c. kansuensis und C. c. interposita werden heute zur Nominatform gerechnet.

## Merkmale

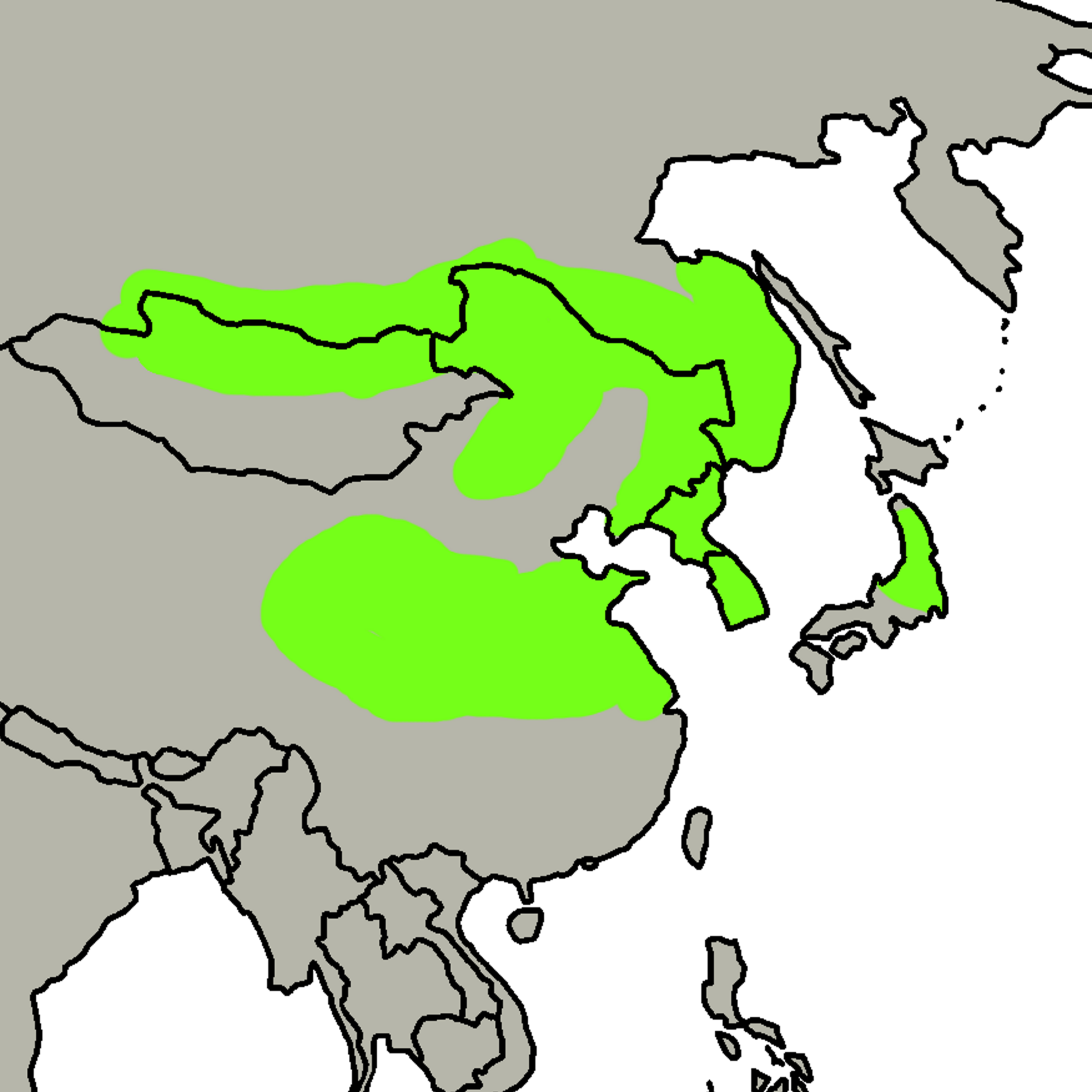
Das Verbreitungsgebiet der Azurelster

Die Azurelster erreicht eine Gesamtlänge von 33 bis 38 Zentimeter bei einem Gewicht von 76 bis 118 Gramm und einer Flügelspannweite von 38 bis 40 Zentimeter. Sie hat eine graue Rumpffärbung und eine bis unter die Augen reichende schwarze Kopfkappe. Die Flügel und der Schwanz sind blau. Der Kopf ist relativ groß, die Flügel sind relativ kurz und breit. Der Schwanz ist lang, ziemlich breit und stark abgestuft. Der Schnabel ist vergleichsweise kurz. Die Iris ist dunkelbraun bis schwarz, Schnabel, Beine und Füße sind schwarz. Die Geschlechter unterscheiden sich äußerlich nicht.

## Lebensraum
Die Azurelster kommt von Meereshöhe bis in eine Höhe von 1600 Metern auf bewaldetem Ackerland, in Obstplantagen, in lichten Laub- und Mischwäldern, in von Weiden und Prunus gebildeten Dickichten, in verwilderten Gärten und Parks (auch innerstädtisch) vor. Dichter Wald wird gemieden.

## Ernährung
Wie fast alle Rabenvögel ist die Azurelster ein Allesfresser. Zum Nahrungsspektrum gehören Insekten und deren Larven sowie Nüsse und Früchte. Im Gebiet des Ussuri fressen die Vögel im Frühjahr hauptsächlich Früchte, Spinnen und Insekten, im Sommer fast ausschließlich Spinnen und Insekten, im Herbst Beeren und andere Früchte und im Winter verschiedene wirbellose Tieren, die sie im Falllaub, in Gallen und in Baumrinden finden. Außerdem fressen sie Aas und Fischköder. Die Futtersuche erfolgt in kleinen bis sehr großen Gruppen (bis zu mehreren 100 Individuen), wobei die Vögel einem führenden Individuum folgen und sich dabei von Baum zu Baum bewegen. Auf dem Boden wird zur Futtersuche das Falllaub umgewälzt und Totholz wird intensiv abgesucht. Überschüssige Nahrung, hauptsächlich Eicheln und Kiefernsamen, wird in Erdlöchern versteckt. In der Nähe menschlicher Siedlungen werden auch Müllhalden und Abfallbehälter durchsucht.

## Fortpflanzung

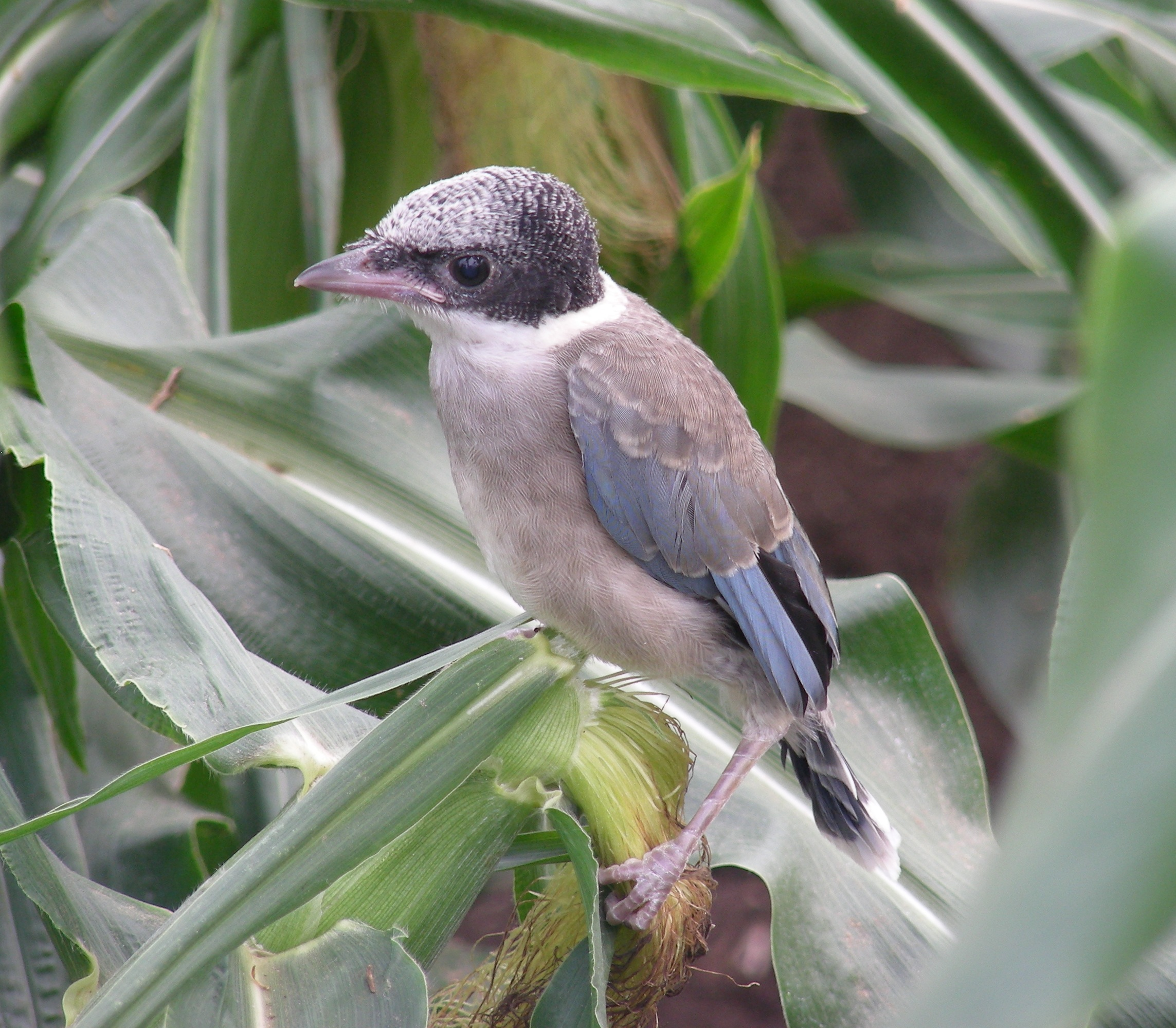
Jungvogel

Im Gebiet des Ussuri und in Japan brüten Azurelstern im Mai und Juni. Wahrscheinlich sind die Brutpaare monogam. Die Vögel brüten meistens in lockeren Kolonien, wobei die einzelnen Nester einen Abstand von 15 bis 25 Meter zueinander haben. Nur selten gibt es mehr als ein Nest in einem einzigen Baum. Den 10 bis 18 Tage dauernden Nestbau übernehmen vor allem die Weibchen. Männchen schaffen jedoch Nistmaterial heran. Das Nest wird in einer Astgabelung oder einer Baumhöhle selten mehr als 2 Meter über dem Erdboden gebaut, in Ausnahmefällen auch in Höhen bis zu 15 Metern. Es ist eine aus Zweigen gebaute tiefe Schale, die mit weichem Pflanzenmaterial und Tierhaaren ausgekleidet wird. Das Gelege besteht aus 5 bis 8 Eiern, meist sind es 6 bis 7. Nur das Weibchen brütet. Nach 15 bis 16 Tagen schlüpfen die Jungvögel, die anschließend von beiden Elternteilen und Jungtieren aus dem Vorjahr als Helfer gefüttert werden. Die Jungvögel werden nach 16 bis 19 Tagen flügge.

## Systematik

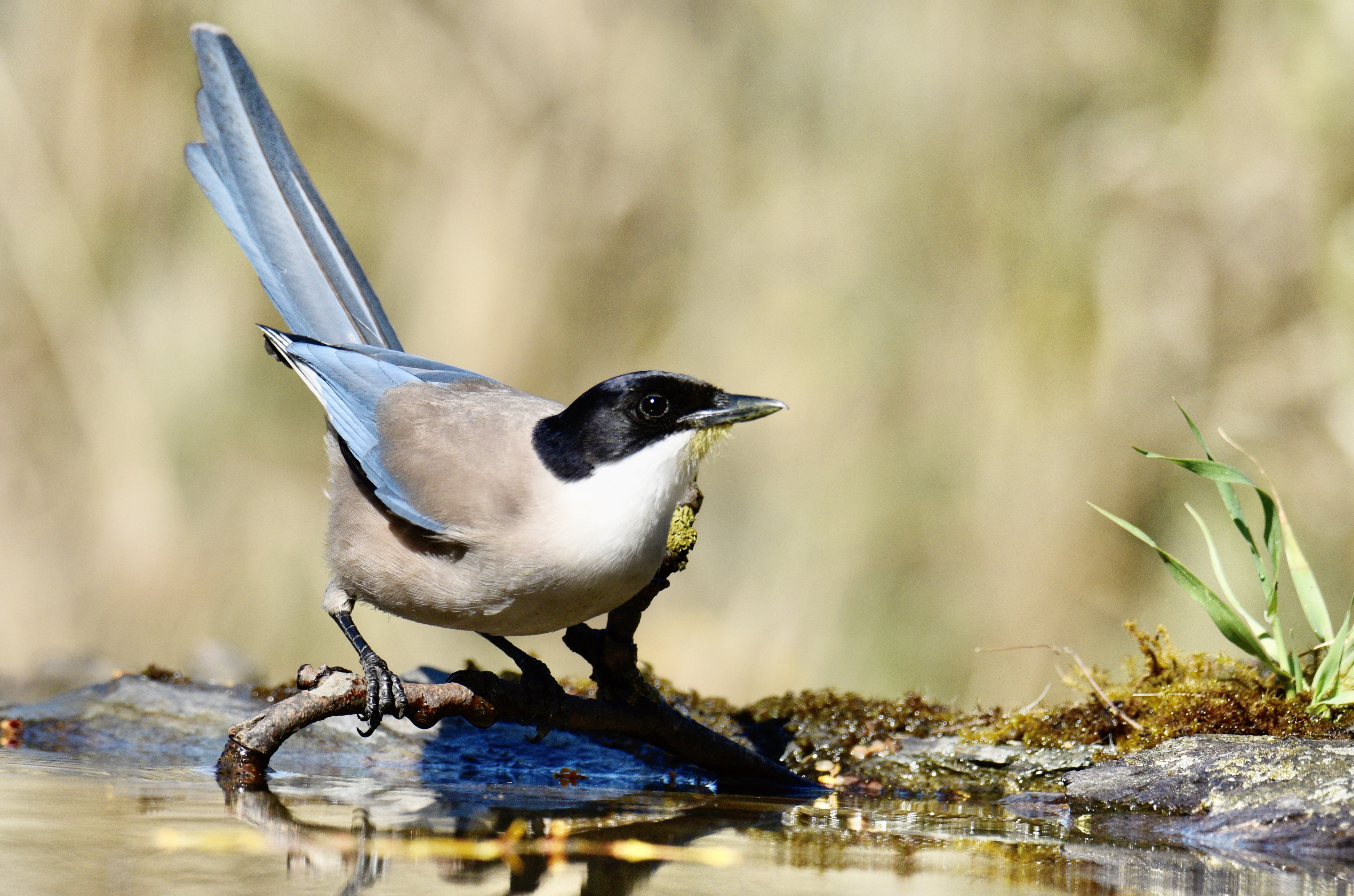
Blauelster

Die Azurelster wurde 1776 durch den deutschen Naturforscher Peter Simon Pallas unter der Bezeichnung Corvus cyanus erstmals wissenschaftlich beschrieben. 1850 wurde sie durch den italienischen Ornithologen Charles Lucien Jules Laurent Bonaparte der neu eingeführten Gattung Cyanopica zugeordnet. Die iberische Blauelster (Cyanopica cooki) galt lange Zeit als konspezifisch mit der Azurelster. Aufgrund molekularbiologischer Daten wird die Blauelster jetzt aber als eigenständige Art betrachtet. Von der Blauelster unterscheidet sich die Azurelster durch ihren längeren Schnabel, den längeren Schwanz, eine weiß gefärbte Schwanzspitze, die eher taubengraue Grundfärbung (rosagrau bzw. graubraun bei der Blauelster) und den etwas tieferen, raueren Ruf. Außerdem ist die Azurelster ein Kulturfolger und wird oft in städtischen Parks gesehen, während die Blauelster auf ländliche Gebiete beschränkt ist.

## Gefährdung
Die IUCN schätzt den Bestand der Azurelster als ungefährdet ein. Die Art hat ein sehr großes Verbreitungsgebiet und der Bestand nimmt in einigen Regionen sogar zu. Auf den südjapanischen Inseln Shikoku und Kyūshū wurde sie von der vom Menschen eingeführten Elster verdrängt.